# EUT
EUT was een Nederlandse popgroep uit Amsterdam.

## Geschiedenis
De band is in 2016 ontstaan aan de popopleiding van het Conservatorium van Amsterdam en opgericht door Megan de Klerk, Emiel de Nennie, Tessa Raadman, Sergio Escoda en Jim Geurts. Escoda verliet de band net voor de coronapandemie begin 2020. Drummer Jim Geurts verliet de band in 2022. En werden vervangen door respectievelijk David Hoogerheide en Juen Schütt. De band maakt op de jaren negentig geïnspireerde liedjes met een energieke houding die ze zelf als postpop omschrijven. In 2017 kwam hun debuutsingle Supplies uit en niet lang daarna werd de groep door 3FM opgenomen in het Serious Talent-programma.
Een jaar later speelde de band op festival Noorderslag, waar ze de prijs voor beste act in de wacht sleepten. In dat jaar kwam ook hun debuutalbum Fool for the Vibes uit.
In oktober 2019 werd de single It's Love but It's Not Mine benoemd tot KINK XL. De single verscheen tijdens een toer door Engeland. Vervolgens kwamen ze in juni met single Had too Much die eveneens tot KINK XL werd benoemd.
Op 18 september 2023 maakte de band bekend te stoppen. Vanwege de lockdowns en de avondklok tijdens de coronapandemie verloor de band momentum. Het derde album Be My Reactor, uitgebracht op 8 september, voelde volgens De Nennie als een opdracht. De leden waren ondertussen ook al bezig met andere projecten. Op 17 oktober 2023 werd een uitverkocht afscheidsconcert gegeven in poppodium Bitterzoet in Amsterdam.

## Discografie

### Albums
- Fool for the Vibes, 2018
- Party Time, 2021
- Be My Reactor, 2023

### Singles
- Supplies, 2017
- Bad Sweet Pony, 2018
- Crack the Password, 2018
- Sour Times, 2018
- Storm of Stars, 2019
- It's Love but It's Not Mine, 2019
- Had too Much, 2020
- Killer Bee, 2020
- Party Time, 2020
- Cool, 2021
- Step by Step, 2022